# 吕伊
吕伊（法語：Ruitz，法語發音：[ʁɥi]）是法国上法蘭西大區加来海峡省的一个市镇，属于贝蒂讷区。

## 地理
吕伊（50°28'4"N, 2°35'23"E）面积4.96 平方千米，位于法国上法蘭西大區加来海峡省，该省份为法国北部沿海省份，西北濒北海，南至索姆省，东临北部省。
与吕伊接壤的市镇（或旧市镇、城区）包括：乌尚、巴蘭、阿伊库尔、乌丹、迈尼勒莱吕伊。
吕伊的时区为UTC+01:00、UTC+02:00（夏令时）。

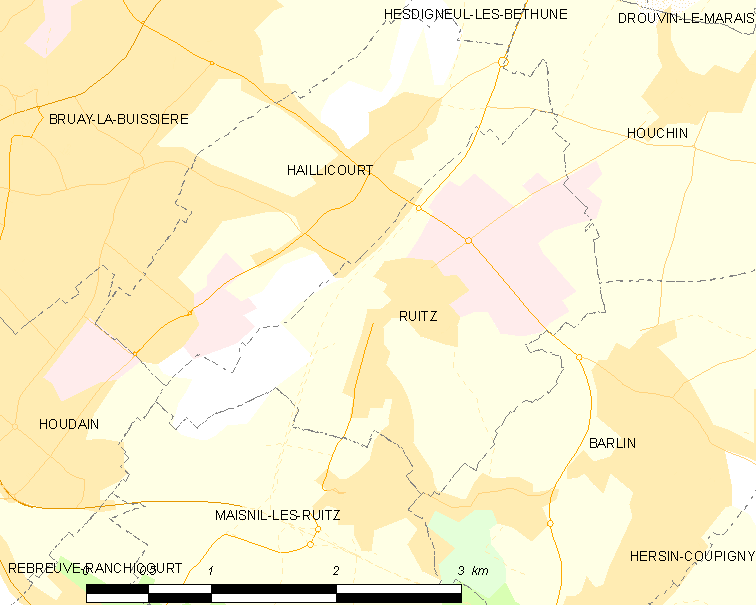
吕伊的OSM定位图

## 行政
吕伊的邮政编码为62620，INSEE市镇编码为62727。

## 政治
吕伊所属的省级选区为讷莱米讷县。

## 人口

1962-2008年间吕伊人口变化图示

吕伊于2022年1月1日时的人口数量为1493人。